# That XX
A That XX (koreai nyelven 그 XX, magyaros átírással: Ku XX) G-Dragon dél-koreai előadó One of a Kind című második szólóalbumának első kislemeze, melyet 2012. szeptember 1-jén jelentetett meg a YG Entertainment. A dal megjelenésekor a hét legnagyobb koreai slágerlistán első helyen debütált (All Kill), a K-pop történetében az első előzetesen nagykorú besorolást kapott dal lett, aminek sikerült ezt elérnie. A dal a káromkodást tartalmazó dalszövege miatt kapott 19 éven felülieknek szóló besorolást. A videóklipben az érintett szavakat kisípolták.